# Araya Mengesha
Araya Mengesha (5. ožujka 1987.) kanadski je glumac. U razdoblju između 2002. i 2009. godine, bio je jedan od tri voditelja dokumentarne emisije "Lovci na misterije".

## Životopis
Mengesha je rođen u Torontu. Njegovi roditelji su Stefanos Mengesha Seyoum, etiopsko-kanadski poslovni savjetnik, i Selamawit Kiros, podrijetlom iz Eritreje. Preko očeve strane, Mengesha je član Salomonske dinastije.
U razdoblju između 2002. i 2009. godine, zajedno da Davidom Acerom i Christinom Broccolini, bio je voditelj dokumentarne televizijske emisije "Lovci na misterije".

## Filmografija

### Televizijske uloge
| Godina        | Film                              | Uloga                       | Bilješke |
| ------------- | --------------------------------- | --------------------------- | -------- |
| 2002.         | Conviction                        | William Conamacher          |          |
| 2002. – 2009. | Lovci na misterije                | voditelj                    |          |
| 2008.         | Nurse.Fighter.Boy                 | Kandae                      |          |
| 2010.         | Nikita                            | Ben Prentice                |          |
| 2011.         | Degrassi: Novi naraštaj           | Umišljeni dječak #1         |          |
| 2012.         | Cul de sac                        | Michael                     |          |
| 2013.         | Saving Hope                       | Den Bailli                  |          |
| 2014.         | Ruby Skye P.I.: The Maltese Puppy | Zoffi                       |          |
| 2014.         | Ryan Gosling Must Be Stopped      | Momak na autobuskoj stanici |          |

## Vanjske poveznice
- Araya Mengesha u internetskoj bazi filmova IMDb-u (engl.)